# José Fernando de Sousa
O Conselheiro José Fernando de Sousa, geralmente conhecido como Fernando de Sousa e pelo pseudónimo jornalístico Nemo GOC (Viana do Alentejo, Viana do Alentejo, 30 de Maio de 1855 – Lisboa, Santa Isabel, 12 de Março de 1942) foi um engenheiro, jornalista, escritor, político e militar português.

## Biografia

### Vida pessoal e educação
Nasceu na localidade de Viana do Alentejo, em 30 de Maio de 1855, e faleceu em Lisboa, no dia 12 de Março de 1942; era filho do médico António José de Sousa e de Maria José de Sousa, ambos naturais de Lisboa.
Era irmão do político e agrónomo António Isidoro de Sousa, tendo inaugurado um monumento em sua honra na vila de Viana do Alentejo, em 1940. 
Estudou no Liceu de Évora, tendo entrado na antiga Escola Politécnica em 1869, onde obteve excelentes resultados.
Casou na igreja de Viana do Alentejo, a 8 de dezembro de 1879, com Berta Isilda Guerreiro, natural de Valongo, filha de António de Brito Guerreiro e de D. Maria Salomé da Cunha Nogueira de Campos, ambos naturais de Lisboa. Ficou viúvo com a morte de Berta, a 17 de dezembro de 1934, na sua residência na Rua Silva Carvalho, 11, 1.º andar.
Morreu a 12 de março de 1942, na sua residência na Rua Silva Carvalho, 11, 1.º andar, em Campo de Ourique, Lisboa.

### Carreira militar
Depois de ter saído da Escola Politécnica, completou o curso de engenharia civil na Escola do Exército (1876), tendo sido colega de Manuel Francisco de Vargas, Fontes Ganhado, Marques de Gouveia, Boaventura José Vieira e Poças Leitão.
Foi um engenheiro militar, tendo alcançado a patente de Tenente-Coronel de Engenharia em 1897. No entanto, em 1900, demitiu-se do exército porque, alegando o seu catolicismo, recusou desafiar o director do jornal O Século para um duelo, como o ministro da Guerra lhe exigira (já em 1898 Fernando de Sousa recusara bater-se em duelo com o Visconde de Ribeira Brava), dado que as praxes militares forçavam um oficial a participar em duelos, embora tais actos já fossem proibidos pela legislação.

### Carreira profissional e política
Após a sua carreira militar, empregou-se como engenheiro civil no Ministério das Obras Públicas; pertenceu ao conselho de administração dos Caminhos de Ferro do Estado, tendo-se demitido desta posição em 1911, em protesto contra uma exigência do pessoal. Foi trabalhar para a Companhia Portuguesa de Construção e Exploração, tendo integrado o Conselho Superior de Caminhos de Ferro; também exerceu como consultor, para várias empresas do ramo ferroviário em Espanha e França, e foi conselheiro do Ministro das Obras Públicas, Comércio e Indústria, Conde de Paçô Vieira, entre Fevereiro de 1903 e Outubro de 1904. Foi feito conselheiro de Estado em 1904, eleito deputado em 1906 e senador em 1926. Foi membro do Conselho da Causa Monárquica e vice-lugar-tenente do rei exilado. Foi um ardente defensor do catolicismo, embora tivesse alimentado polémicas públicas com vários dirigentes do Centro Católico Português, e sido um adversário intransigente da Primeira República, com a qual pensava que os católicos não deveriam colaborar.

### Actividade jornalística

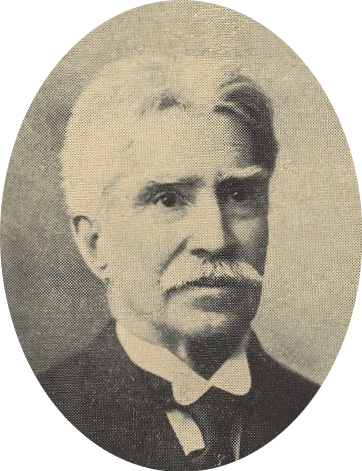
José Fernando de Sousa, c. 1938

Escreveu o primeiro artigo na Gazeta dos Caminhos de Ferro em 16 de Janeiro de 1892 e iniciou a sua colaboração regular na edição de 1 de Fevereiro de 1901, tornando-se redactor permanente em Dezembro de 1902, função que manteve até 16 de Novembro de 1941. Entre 1897 e 1919, dirigiu os jornais católicos Correio Nacional (órgão do episcopado português), Portugal (um diário de Lisboa) e A Ordem (1916-1919), colaborando igualmente em outros órgãos da imprensa católica. Em 1919 fundou o jornal católico e monárquico A Época, de que foi director. Em Março de 1920, o presidente do ministério, António Maria Baptista, ordenou a sua prisão devido a um artigo que publicou nesse periódico. Em 1927 a Igreja católica desautorizou a orientação do jornal, retirando-lhe o papel de orientador da acção social e política dos católicos, pelo que Fernando de Sousa abandonou a sua direcção e fundou um novo diário, A Voz, de orientação monárquica e católica, que dirigiu até ao seu falecimento.
O jesuíta Domingos Maurício, num artigo evocativo de Fernando de Sousa, qualificou a sua acção jornalística de "francamente católica e reaccionária" (sem intuito depreciativo), considerando decisivo o seu concurso para a preparação da mentalidade que em Portugal viabilizou o 28 de Maio.

### Homenagens
A 19 de janeiro de 1942, foi agraciado com o grau de Grande-Oficial da Ordem Militar de Cristo. Foi homenageado numa sessão solene do Sindicato Nacional de Jornalistas, por ocasião do centenário do seu nascimento, em 30 de Maio de 1955. Em 1967, a Câmara Municipal de Lisboa colocou o seu nome numa avenida desta cidade, na freguesia de Campolide.

## Obras publicadas
- Religião, Moral e Política (1897)
- Trechos Selectos do Padre António Vieira (1897)
- Religião, Moral e Política (1897)
- Relatório e Actas da Comissão encarregada de propor um plano de organização dos C. F. do Estado, pelo Dec. de 6-X-1898
- Galileu (1898)
- E pur si muove - afirmações e críticas (1900)
- A doutrina maçónica (1901)
- A maçonaria em Portugal - Cartas da Bélgica (atrib., sob pseudónimo de Argus [13])
- Tavares Trigueiros (1903)
- Parecer de primeira classe acerca do plano da rede complementar dos C. F. entre Mondego e Tejo (1904)
- Douro e Leixões (1912)
- Frederico Ozanam (1913)
- Joana D'Arc e Nun'Álvares (1916)
- A Questão das irmandades (1917)
- A Grande Guerra. Aspectos morais e patrióticos (1918)
- Revisão das Tarifas dos C. F. do Continente (1919)
- Situação demográfica do país segundo a densidade de população. Males e remédios.
- A concessão do porto de Montijo. Da sua legalidade e importância para a economia nacional (1920)
- O caminho de ferro directo Paris - Algeciras e o turismo (1921)
- Nos bastidores da beligerância - como fomos para a guerra (1921)
- Guerra Junqueiro e Zola - Notas críticas dum jornalista católico (1922)
- Ensaio histórico e crítico acerca da constituição da nossa rede ferroviária (1923)
- Religião e Monarquia (1923)
- As nossas ligações ferroviárias e as linhas de Salamanca à fronteira portuguesa (1927)
- Plano geral da rede ferroviária do continente (1928)
- Comunicações, Lisboa (1929)
- O paralelismo das linhas férreas e a sua protecção. Estudo histórico e crítico (1930)
- Portos do Algarve (1931)
- O problema nacional ferroviário (1938)
- O problema nacional ferroviário e a coordenação dos transportes (1938)
- Descartes e o seu método (1939)
- O alcance religioso da obra literária de Antero de Figueiredo (1940)